# Peterhead
Peterhead é uma cidade da Escócia.